# Die geheimnisvolle Blonde
Die geheimnisvolle Blonde (Originaltitel: La bionda) ist ein italienischer Thriller von Sergio Rubini aus dem Jahr 1992.

## Handlung
Tommaso stammt aus Süditalien. Er überfährt in Mailand beinahe die blonde Christine, die ins Krankenhaus kommt. Danach leidet sie unter Amnesie. 
Tommaso nimmt Christine zu sich und versucht ihr zu helfen, das Gedächtnis wiederzuerlangen. Sie sagt, sie sei eine Deutsche. Tommaso und Christine schauen sich alle Gegenstände von Christine genau an, aber finden keine hilfreichen Hinweise. Christine schenkt Tommaso ihre Uhr.
Eines Tages gehen Christine und Tommaso gemeinsam durch Mailand, Tommaso will ihr Blumen kaufen. Christine nimmt ein Taxi und fährt nach Hause. Sie wohnt dort mit einem Freund, der sich als ein Drogenhändler erweist. Er ist gerade dabei, ein großes Geschäft abzuschließen.
Eine Gravur auf der geschenkten Uhr bringt Tommaso Hinweise, durch die er Christine findet. Währenddessen denkt Christine daran, ihren Freund zu verlassen. Sie flieht mit einem Geldkoffer, ihr Liebhaber verfolgt sie.
Auf einer Autobahn kommt es zum Showdown. Christine rammt mit ihrem Wagen die Leitplanke der Autobahn und bleibt stehen. Der Drogenhändler will sie erschießen. Tommaso wirft eine Brechstange nach dem Gangster und wird von ihm erschossen. Kurz danach überfährt ein LKW den Drogenhändler.

## Kritiken
Rotten Tomatoes schrieb, das Ende lasse das Publikum „benommen“ (stunned).